# Steve Corica
Steve Corica (* 24. březen 1973) je bývalý australský fotbalista.

## Reprezentace
Steve Corica odehrál 32 reprezentačních utkání. S australskou reprezentací se zúčastnil Oceánského poháru národů 2000 a Konfederačního poháru FIFA 2001.

## Statistiky
| Austrálie | Austrálie | Austrálie |
| Roky      | Záp.      | Góly      |
| --------- | --------- | --------- |
| 1993      | 4         | 0         |
| 1994      | 0         | 0         |
| 1995      | 6         | 1         |
| 1996      | 2         | 0         |
| 1997      | 1         | 0         |
| 1998      | 0         | 0         |
| 1999      | 0         | 0         |
| 2000      | 8         | 2         |
| 2001      | 10        | 2         |
| 2002      | 0         | 0         |
| 2003      | 0         | 0         |
| 2004      | 0         | 0         |
| 2005      | 0         | 0         |
| 2006      | 1         | 0         |
| Celkem    | 32        | 5         |